# 옥스포드 영어사전
옥스포드 영어사전(영어: Oxford English Dictionary 줄여서 OED)은 영국 옥스퍼드 대학교 출판부에서 출간하는 영어사전이다. 인쇄 제본형 표준판은 1884년부터 부분적으로 나오기 시작하여 44년만인 1928년 초판이 완성됐다. 그 후 옥스포드 온라인 사전 초판은 2000년 처음 나왔으며 3개월마다 어휘를 새롭게 등재하고 있다.

## 역사
| 출간년도 | 출간년도 | 출간년도      | 출간년도  |
| -------- | -------- | ------------- | --------- |
| 1888     | A        | A New ED      | Vol. 1    |
| 1893     | C        | NED           | Vol. 2    |
| 1897     | D        | NED           | Vol. 3    |
| 1900     | F        | NED           | Vol. 4    |
| 1901     | H        | NED           | Vol. 5    |
| 1908     | L        | NED           | Vol. 6    |
| 1909     | O        | NED           | Vol. 7    |
| 1914     | Q        | NED           | Vol. 8    |
| 1919     | Si       | NED           | Vol. 9/1  |
| 1919     | Su       | NED           | Vol. 9/2  |
| 1926     | Ti       | NED           | Vol. 10/1 |
| 1928     | V        | NED           | Vol. 10/2 |
| 1928     | 전체     | NED           | 12 vols.  |
| 1933     | & sup.   | Oxford ED     | 13 vols.  |
| 1972     | A        | OED Sup.      | Vol. 1    |
| 1976     | H        | OED Sup.      | Vol. 2    |
| 1982     | O        | OED Sup.      | Vol. 3    |
| 1986     | Sea      | OED Sup.      | Vol. 4    |
| 1989     | 전체     | OED 2nd Ed.   | 20 vols.  |
| 1993     | 전체     | OED Add. Ser. | Vols. 1–2 |
| 1997     | 전체     | OED Add. Ser. | Vol. 3    |

1857년 영국의 수도 런던에 있는 문헌(언어)학회에서 사전의 발간을 제안받고 자료수집에 들어갔다. 그리고 22년의 세월이 흘러 당시 문헌(언어)학회의 회장으로 있는 제임스 머리  경(Sir James A.H. Murray)이 편집장으로 하여 작업이 착수되었다. 편집작업에는 1천5백명 안팎의 학자가 동원되었는데 1928년에 초판이 나오기까지 어려움이 많았다.
시작할 때는 사전 제작에 10년정도 걸릴 것으로 예상했지만 당초 생각했던 것보다 훨씬 소요되는 작업이 많았고 제임스 머리 이후 헨리 브래들리와 윌리엄 알렉산더 크레이기, C.T. 오니언스 등으로 편집장이 바뀌면서 결국 1928년에 초판이 완성되었다. 후에 언어학자 뿐만 아니라 문학 연구가들에게도 필수의 사전으로 평가를 받으면서 학계에 기여한 공헌을 인정받았다. 이러한 공헌이 인정되어 영국 옥스퍼드 대학교 출판부에서 매년 그해 등재 신조어를 발표하는 권위를 부여받고 있다. 특히 영국 옥스퍼드 대학은 국왕이「흠정역(欽定譯) 성서(聖書)」의 독점출판권을 부여, 그 판매수익으로「옥스퍼드 영어사전」을 펴냈다.
또한 『옥스포드 영어사전』은 언어학자 노아 웹스터(Noah Webster, 1758~1843)가 1828년 출판한 『미국 영어사전(American Dictionary of the English Language)』(2권)을 토대로 1898년 초판을 선보인 이래 개정을 거듭하여 판매되고 있는 『웹스터 영어사전(Webster’s Third New International Dictionary of the English Language Unabridged)』(3권)과 영미권에서 비교가 되고 있지만 양적, 질적으로 확연히 구별되어 권위있는 영어사전으로 인정되고 있다.

## 초판본
처음 표준판은 1884년부터 부분적으로 나오기 시작해 44년 만인 1928년에 비로소 초판본이 완성되었던 것인데 초판은 총 12권 분량의 책에 41만4천8백25개의 어휘와 500만개 인용문 중 고르고 골라 1백82만7천3백8개의 보기인용문이 실려있었다. 단어 수집과 기획 작업으로 무려 71년이나 걸린 작업이었다. 이후 1989년 20만개가 늘어나 60만개의 단어가 실린 2판 개정판이 발행되었다.

## 디지털화

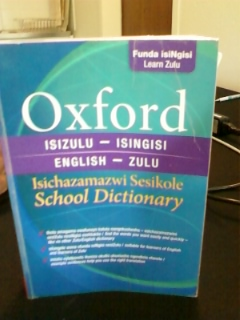
옥스포드 영어사전

오랜 역사를 자랑하는 옥스포드 영어사전이 인쇄판 수요 감소에 따라 당분간 온라인판으로만 집중하겠다는 의견을 내보이고 있다. 인터넷으로 사전을 검색할 수 있는 온라인 회원은 급증하는 반면 인쇄판 판매는 계속 떨어지고 있기 때문이다.
옥스포드대 출판부는 온라인 사전 수요가 계속 증가할 것으로 보이지만 제3판 출간 시점에서 수요가 충분하다면 인쇄판도 고려할 것이라는 계획을 밝혔다.
영국의 작가들은 온라인판에 집중하겠다는 옥스포드 출판부 측의 움직임에 대해 선견지명이 있는 것으로 평가하면서 인쇄된 책이 지속될 것이라고 여겼던 것이 인쇄판의 수요 감소와 인터넷, 휴대폰 등 통신 환경의 변화로 사전 탑재가 가능하여 완전히 생각을 바뀌었다는 의견을 보였다.

## 기타
옥스포드 영어사전(OED)의 편찬에 얽힌 이야기를 담은 《교수와 광인》, 《영어의 탄생》등의 책이 있다.

## 같이 보기
- 옥스포드 영영사전
- 영어사전
- 영한사전
- 한한대사전